# 하라 온앤오프
하라 온앤오프(HARA ON&OFF:The Gossip)는 2014년 12월부터 방영을 시작한 MBC Music의 구하라의 개인 리얼리티 프로그램이다.

## 방영 시간
| 방송 채널 | 방송 기간                 | 방송 시간                |
| --------- | ------------------------- | ------------------------ |
| MBC Music | 2014년 12월 29일          | 월요일 오후 12시 ~ 7시   |
| MBC Music | 2015년 1월 5일 ~ 2월 23일 | 월요일 오후 6시, 밤 11시 |

## 방영 목록

### 2014년
| 회차   | 방영일    | 비고                      |
| ------ | --------- | ------------------------- |
| 파일럿 | 12월 29일 | 7시간 동안 전편 연속 방송 |

- 구하라는 12월 29일(월) 낮 12시부터 7시간동안 진행된 ‘하라 온앤오프 특별 상영회’를 통해 77명의 팬들과 함께 극장에서 본방사수를 했다.[1]

### 2015년
| 회차 | 방영일   | 부제                             |
| ---- | -------- | -------------------------------- |
| 1회  | 1월 5일  | 가십걸 하라, 리얼리티를 만나다   |
| 2회  | 1월 12일 | 하라의 하루, 부탁캠!             |
| 3회  | 1월 19일 | 하라주쿠 걸, 구하라 신드롬       |
| 4회  | 1월 26일 | 스물넷, 소중한 것들을 위한 노력  |
| 5회  | 2월 2일  | 미녀들의 수다                    |
| 6회  | 2월 9일  | HARA_XOXO                        |
| 7회  | 2월 16일 | 하라의 아직 못다한 이야기 Part 1 |
| 8회  | 2월 23일 | 하라의 아직 못다한 이야기 Part 2 |